# Mesxeriàkovka
Mesxeriàkovka (en rus: Мещеряковка) és un poble de l'óblast de Saràtov, a Rússia, segons el cens del 2010 tenia 202 habitants. Pertany al districte municipal d'Arkadak.